# Konopišťský potok
Konopišťský potok nazývaný na horním toku též Bystrá, nebo Bystřice je levostranný přítok řeky Sázavy v okrese Benešov ve Středočeském kraji. Délka jeho toku činí 33,0 km. Plocha povodí měří 90,2 km².

## Průběh toku
Konopišťský potok pramení jižně od Votic nedaleko osady Hostišov. Po celé své délce směřuje převážně severním směrem. Na jeho toku se nachází několik větších rybníků. Severně od Olbramovic je to Podhrázský rybník, u města Bystřice Splavský a Semovický rybník. U Benešova jsou to rybníky Jarkovický a Konopišťský rybník. V této části má potok většinou lučinatý charakter. Mezi Konopištěm a Poříčím nad Sázavou se vzhled okolí potoka mění. Údolí je sevřené a zalesněné, koryto kamenité. Tento úsek je znám jako Měsíční údolí. Do Sázavy se potok vlévá v Poříčí nad Sázavou na 30,9 říčním kilometru v nadmořské výšce 264 m.

### Větší přítoky
- Srbický potok (hčp 1-09-03-145) levostranný přítok s plochou povodí 6,4 km².[2]
- Janovský potok (hčp 1-09-03-147) pravostranný přítok s plochou povodí 6,6 km².[2]
- Líšenský potok (hčp 1-09-03-149) pravostranný přítok s plochou povodí 5,8 km².[2]

### Rybníky
Vodní nádrže v povodí Konopišťského potoka podle rozlohy:
| název vodní nádrže | vodní tok         | rozloha (ha) | celkový objem (tis. m³) | retenční objem (tis. m³) |  |
| ------------------ | ----------------- | ------------ | ----------------------- | ------------------------ |  |
| Podhrázský rybník  | Konopišťský potok | 45,7         | 600,0                   | 243,0                    |  |
| Semovický rybník   | Konopišťský potok | 27,2         | 650,0                   | 169,0                    |  |
| Jarkovický rybník  | Konopišťský potok | 24,7         | 549,0                   | 135,0                    |  |
| Splavský rybník    | Konopišťský potok | 21,0         | 280,0                   | 135,0                    |  |
| Konopišťský rybník | Konopišťský potok | 18,8         | 373,0                   | 88,5                     |  |
| Slavnič            | bezejmenný přítok | 9,1          | 139,0                   | 53,5                     |  |
| Opřetický rybník   | Konopišťský potok | 4,0          | 83,0                    | 26,0                     |  |

## Vodní režim

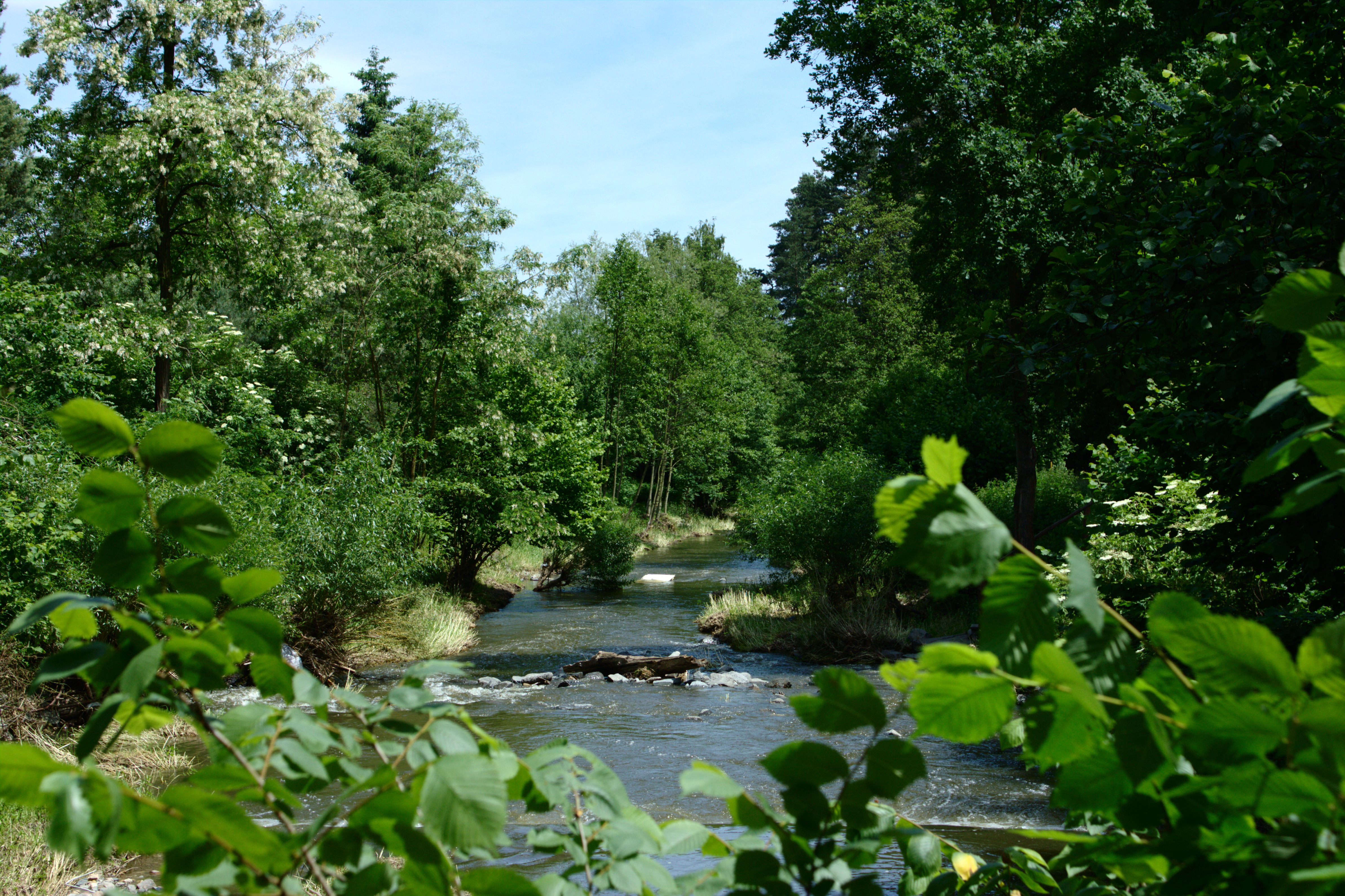
Potok v Poříčí nad Sázavou

Průměrný průtok Konopišťského potoka u ústí činí 0,37 m³/s.
Hlásný profil:
| místo              | říční km | plocha povodí | průměrný průtok (Qa) | stoletá voda (Q100) |
| ------------------ | -------- | ------------- | -------------------- | ------------------- |
| Poříčí nad Sázavou | 0,6      | 89,33 km²     | 0,37 m³/s            | 49,5 m³/s           |

M-denní průtoky u ústí:
| M [dní]  | Q30  | Q60  | Q90  | Q120 | Q150 | Q180 | Q210 | Q240 | Q270 | Q300 | Q330 | Q355 | Q364 |
| -------- | ---- | ---- | ---- | ---- | ---- | ---- | ---- | ---- | ---- | ---- | ---- | ---- | ---- |
| Q [m³/s] | 0,86 | 0,60 | 0,47 | 0,38 | 0,32 | 0,27 | 0,23 | 0,19 | 0,16 | 0,12 | 0,09 | 0,06 | 0,03 |

N-leté průtoky v Poříčí nad Sázavou:
| N-leté průtoky | Q1  | Q5   | Q10  | Q50  | Q100 |
| -------------- | --- | ---- | ---- | ---- | ---- |
| Q [m³/s]       | 4,0 | 13,0 | 19,0 | 38,4 | 49,5 |